# Eudocima nigricilia
Eudocima nigricilia är en fjärilsart som beskrevs av Louis Beethoven Prout 1924. Eudocima nigricilia ingår i släktet Eudocima och familjen nattflyn. Inga underarter finns listade i Catalogue of Life.